# Antonio Trivulzio (1514-1559)
Antonio Trivulzio, detto juniore (Milano, 2 luglio 1514 – Parigi, 25 giugno 1559), è stato un cardinale e vescovo cattolico italiano.
Appartenente alla nobile casata milanese dei Trivulzio, era figlio di Gerolamo Teodoro Trivulzio e di Anna da Barbiano. Era inoltre nipote dei cardinali Antonio Trivulzio e Scaramuccia Trivulzio, cugino del cardinale Agostino Trivulzio e prozio del cardinale Giangiacomo Teodoro Trivulzio.

## Biografia
Terminati gli studi giuridici in Milano e divenuto ivi diacono, si trasferì a Roma.
Il 7 giugno 1535 divenne vescovo di Tolone, succedendo così al cugino Agostino, ma riceverà gli ordini sacri solo nel 1548. Verso il 1539 divenne referendario del Supremo Tribunale della Segnatura Apostolica, del quale diverrà prefetto nel 1557. Dal 1544 al 1547 fu vice-legato pontificio ad Avignone, quindi a Perugia e poi fu nunzio apostolico in Francia nel 1550.
Nunzio a Venezia nel 1556-57, nel concistoro del 15 maggio 1557 fu creato cardinale da papa Paolo IV che gli assegnò successivamente il titolo di cardinale presbitero dei Santi Giovanni e Paolo. Contribuì nel medesimo anno come legato a latere alla rappacificazione fra Enrico II di Francia e Filippo II di Spagna.
Colpito da ischemia cardiaca, spirò a Parigi e fu sepolto nel castello di Saint-Martin.